# José Mola
José Mola (José Cuadrado) (Salou, Tarragona, 1989) es un periodista español, escritor y miembro visible de la comunidad LGTBIQ+.
En 2023, fue reconocido como una de las 25 figuras LGTBIQ+ más importantes de menos de 35 años por la revista Vanitatis. Y en 2021 fue una de las personas LGTBI elegidas por la revista Shangay para formar la bandera del anuario 2020.

## Trayectoria
Jose Mola es licenciado en Publicidad, Relaciones Públicas y Periodismo por la URV. Realizó un Máster en Estudios LGTBIQ+ por la Universidad Complutense de Madrid.  Además, hizo su propio Podcast, La Tragaperras, como proyecto de fin de máster, y que abordaba la realidad de las personas LGTB con sentido del humor.
Ha impartido clases de escritura creativa y literatura queer en la Universidad Jaume I de Castellón.  También, imparte formaciones, conferencias y talleres para Instituciones Públicas y empresas privadas por toda España sobre arte, cultura y realidades LGTBIQ+.
En medios, ha colaborado en el programa de Radio Wisteria Lane de Radio 5 de RTVE junto al periodista Paco Tomás, donde tenía una sección llamada “El empollón”.
También participa como tertuliano de actualidad y sucesos en Cuatro en el programa de televisión En Boca de Todos presentado por Nacho Abad.
También participó en la fase de selección a Masterchef, en la edición de 2020, aunque finalmente no llegó a ser aspirante.
Vivió una temporada en México, donde escribía para el medio LGTBIQ+ Escándala, e impartía un taller sobre literatura queer para la Universidad Claustro de Sor Juana en CDMX.
En 2023 publicó, junto al director de la revista Shangay, Alfonso Llopart, Memorias de Shangay: 30 años de historia LGTBIQ+ de España para Libros Cúpula,  obra que repasa 30 años de la historia del colectivo desde la mirada de la publicación más importante de la prensa LGTBIQ+ en España.
Ha colaborado con columnas sobre diversidad y género en el HuffPost España, y el Diari de Tarragona.
En 2025 publica la novela La maldición del sí quiero en Penguin Random House, una novela sobre las apariciones divinas, el amor y la amistad queer.

## Activismo
Ha colaborado en distintas entidades entre las que cabe mencionar Assexora’t, Gaispositius y el Observatori Contra l’Homofòbia (OCH) de Cataluña de 2016 a 2020, y el gabinete de prensa y comunicación de la entidad COGAM en 2021. En sus redes sociales practica un activismo atípico basado en la ironía, el sentido del humor y una lucha incansable contra la plumofobia.

## Obra
- 2018: Menos drama y más banana, Ed. Egales, Barcelona. ISBN 9788417319373.[29]
- 2023: Memorias de Shangay: 30 años de historia LGTBIQ+ de España. Ed Tumun Mas, Barcelona.
- 2025: La maldición del si quiero. Ed SUMA.Barcelona. ISNB  9788419835697.[30]

## Premios y reconocimientos
Su primera novela Menos drama y más banana fue una de las ganadoras del III certamen literario LGBTQ de Luhu (2017).
En 2021 fue una de las personas LGTBI elegidas por la revista Shangay para formar la bandera del anuario 2020.
En 2022 fue pregonero en el Orgullo LGTBI de Guadalajara, de Oropesa del Mar, y de Roquetes de Mar.
En 2023 fue reconocido como una de las 25 figuras LGTBIQ+ menos de 35 años a seguir por la revista Vanitatis.
En 2024, fue pregonero del primer Pride de Tarragona, y, en 2025, volvió a intervenir pasándole el testigo a Oscar Cornejo.